# 八高古墳
八高古墳（はちこうこふん）は、愛知県名古屋市瑞穂区の名古屋市立大学滝子キャンパス内にある前方後円墳。名称は同地を校地としていた第八高等学校の略称に由来する。

## 概要
高さは約9メートル。円墳の頂上はやや平らで、南側は射的場の造成のために方形に削り取られ現存しない。前方部は学生ホールを作った際に破壊されている。第八高等学校時代に学校として調査を行ったものの、盗掘されたらしく何も出土しなかったという。